# Leptogryllus forficularis
Leptogryllus forficularis is een rechtvleugelig insect uit de familie krekels (Gryllidae). De wetenschappelijke naam van deze soort is voor het eerst geldig gepubliceerd in 1895 door Brunner von Wattenwyl.